# Isidro Lángara
Isidro Lángara Galarraga (Pasajes, España, 25 de mayo de 1912-Andoáin, España, 21 de agosto de 1992) fue un futbolista español que se desempañaba como delantero. Es uno de los máximos goleadores de la historia del fútbol, con 525 goles en partidos oficiales. Ostenta numerosos récords goleadores.
A nivel de clubes jugó en varios equipos: el Real Oviedo, del que es su máximo goleador histórico con 257 goles, el R. C. España de México y San Lorenzo de Argentina. Tiene el mejor promedio goleador de la Primera División española con 1,16 goles por partido, también es el único jugador que ha logrado encadenar tres hat tricks consecutivos en dicho campeonato y además es el único jugador de la historia (junto a Cristiano Ronaldo) en haber alcanzado la cifra de 100 goles y haber sido máximo goleador en tres campeonatos de Primera División distintos (tres Pichichis, una vez máximo goleador en Argentina y dos veces en México). Asimismo, es uno de los cuatro jugadores de la historia con, al menos, 100 o más goles con tres equipos diferentes (récord compartido con Romário, Cristiano Ronaldo y Neymar).
A nivel de selecciones, jugó en 12 ocasiones en la Selección de fútbol de España, anotando 17 goles, consiguiendo así el mejor promedio goleador de la historia de la selección española con 1,42 goles por partido. Además, es el único jugador que ha marcado 5 goles en un partido oficial con la selección española. También jugó con la selección asturiana el 15 de junio de 1934 en un encuentro contra la selección mexicana metiendo uno de los dos goles de los asturianos.
Está considerado el mejor goleador español de todos los tiempos, ya que es el único futbolista español que aparece en la clasificación mundial de los mejores goleadores de la historia en primera división, publicada en octubre de 2017 por la Federación Internacional de Historia y Estadística de Fútbol.

## Trayectoria

### Inicios y debut profesional
Lángara comenzó jugando al fútbol en modestos equipos aficionados de su País Vasco natal, como el Siempre Adelante de Pasajes, la S. D. Euskalduna, el Tolosa Football Club y el C. D. Esperanza en la temporada 1929-30. En 1930 y con 18 años de edad fue fichado por el Oviedo Football Club, equipo con el que triunfaría y del que se convertiría en uno de los jugadores más importantes de su historia.
Debutó con «los carbayones» el 7 de diciembre de 1930 en la primera jornada de la Segunda División frente al Athletic Club de Madrid. En dicho encuentro anotó dos goles en la victoria por 4-1, sus primeros como profesional. En 1932, jugando aún en la Segunda División fue llamado a debutar con la selección española, hecho que se produjo el 24 de abril de 1932 en un partido frente a Yugoslavia en la que anotó uno de los goles en la victoria española por 2-1.

### Su etapa dorada en Primera División
En 1933 logró ascender a la Primera División. Esta etapa en el equipo asturiano fue la más brillante de su carrera, siendo máximo goleador de la liga española en las tres primeras temporadas que jugó con el Oviedo en Primera: 1933-34 (27 goles), 1934-35 (26 goles) y 1935-36 (27 goles). Además en las temporadas 1934-35 y 1935-36, el Oviedo, que era un equipo modesto, quedó tercer clasificado de la Liga. Estos años son considerados la Edad de Oro de la historia del Oviedo. Sin embargo, esta época se cerró de forma dramática en julio de 1936 cuando estalló la guerra civil. En su primera etapa con el Oviedo, Lángara jugó 220 partidos oficiales y marcó 281 goles.
Estaba de vacaciones en Guipúzcoa cuando comenzó el conflicto y fue detenido y encarcelado bajo la acusación de haber combatido contra los mineros en la Revolución de Asturias de 1934. El aval de dos asturianos de Infiesto y Cangas de Onís, manifestando que Lángara era soldado de reemplazo y tuvo que cumplir órdenes, le puso en libertad. De inmediato fue movilizado pero no llegó a ir al frente puesto que las autoridades republicanas consideraron que los futbolistas de élite darían mejor servicio participando en partidos benéficos. En 1937 se enrola en la selección de Euskadi (por entonces denominada Euzkadi), combinado regional creado por el Gobierno Vasco con el fin de recaudar fondos en Europa para los refugiados vascos y realizar una labor propagandística en favor del Gobierno Vasco y la República. Lángara coincidió en esta selección con muchos de los mejores futbolistas vascos de la época como Luis Regueiro, Guillermo Gorostiza o Txato Iraragorri.  El Euzkadi realiza una brillante gira por Europa disputando partidos amistosos. Tras caer Bilbao en manos franquistas, la Selección de Euzkadi se marchó a América para proseguir la gira, pasando por Cuba, México y Argentina, entre otros países.
El equipo recaló finalmente en México donde jugó la Liga Mayor 1938-39, bajo la denominación de Club Deportivo Euzkadi, quedando en segundo lugar. En 1939, al finalizar la guerra con derrota republicana, se disolvió la selección de Euzkadi y Lángara optó por seguir exiliado fuera de España y buscar equipo en Argentina, donde su antiguo compañero de la selección vasca, Ángel Zubieta, lo recomendó en San Lorenzo de Almagro.
En su primer partido con San Lorenzo anotaría cuatro goles al River Plate. Lángara jugó cuatro temporadas en San Lorenzo de Almagro, un total de 121 partidos en Primera División y convirtió en total 110 goles, convirtiéndose en uno de los goleadores históricos del club azulgrana (7.º máximo goleador del club). No ganó ningún título en Argentina, pero si se convirtió en máximo goleador de dicha Liga. En 1942, San Lorenzo visitó México jugando diez partidos en los que anotaron 42 goles, 23 de los cuales fueron obra de Lángara.
En 1943, de cara a la creación de la liga profesional mexicana, Lángara fue contratado por el Real Club España. Lángara anotó 27 goles en su primera temporada, el siguiente año marcó 38 goles y un año después 40. En México ganó dos títulos de máximo anotador, una Copa y una Liga.
Después de jugar unos años en Sudamérica y México, Lángara puso fin a su exilio voluntario y en 1946 volvió a España. Un Lángara ya muy veterano jugó de nuevo para el Real Oviedo otras dos temporadas, en la temporada 1946-47 jugó 20 partidos y marcó 18 goles recordando en algo a sus viejos tiempos. En su segunda y última temporada jugó 9 partidos y marcó 5 goles.
Regresó a México donde se retira como jugador y se queda a residir en el país. Tiempo después se hizo cargo de la dirección técnica de Unión Española de Chile, entre 1950 y 1951 (con el que conseguiría el Título de la Primera División), y del Puebla F. C., con el que ganaría un título de la Copa México en 1953. En el año 1955 fue entrenador del club San Lorenzo de Almagro. Retornó después a España, donde falleció en 1992.

## Selección nacional
Fue titular con la Selección nacional de fútbol de España en 12 ocasiones, marcando 17 goles.
Debutó en 1932 y jugó su último partido como titular en 1936. En la clasificación para el Mundial de Fútbol de Italia 1934, le marcó 5 goles a Portugal. Participó en dicho mundial, donde jugó dos partidos y marcó 2 goles, que supusieron la eliminación de la Selección de Brasil. En el segundo partido, ante Italia, cayó lesionado y no pudo jugar el tercer partido de España en aquel Mundial, de nuevo ante los italianos, que supuso la eliminación de España.
También hay que mencionar su periplo con la Selección de Euzkadi durante la Guerra civil española.

### Participaciones en Copas del Mundo
| Mundial           | Sede   | Resultado        |
| ----------------- | ------ | ---------------- |
| Copa Mundial 1934 | Italia | Cuartos de final |

## Estadísticas

### Clubes
Actualizado a fin de carrera deportiva.
En los partidos desconocidos se indica que jugó un número entre las cifras indicadas, correspondiendo la primera al número de partidos en los que anotó gol, por tanto partido disputado confirmado, y la segunda al número de partidos totales del campeonato. Los números enteros corresponden a datos verificados y definitivos.
| Real Oviedo F. C. | 1930-31                 | 2.ª                     | 18  | 15  | -           | -           | -           | -           | 18      | 15  | 0.83      |
| Oviedo F. C. | 1931-32                 | 2.ª                     | 16  | 22* | 3           | 2           | 10          | 14          | 29      | 38  | 1.31      |
| Oviedo F. C. | 1932-33                 | 2.ª                     | 18  | 24  | 2           | 2           | 3           | 11          | 23      | 37  | 1.61      |
| Oviedo F. C. | 1933-34                 | 1.ª                     | 18  | 27  | 6           | 9           | 8           | 24          | 32      | 60  | 1.88      |
| Oviedo F. C. | 1934-35                 | 1.ª                     | 22  | 26  | 2           | 1           | 3           | 7           | 27      | 34  | 1.26      |
| Oviedo F. C. | 1935-36                 | 1.ª                     | 21  | 28  | 2           | 2           | 8           | 17          | 31      | 47  | 1.52      |
| C. D. Euzkadi | 1938-39                 | 1.ª                     | 11  | 19  | -           | -           | Inexistente | Inexistente | 11      | 19  | 1.73      |
| C. A. San Lorenzo | 1939                    | 1.ª                     | 25  | 34  | 4           | 1           | Inexistente | Inexistente | 29      | 35  | 1.21      |
| C. A. San Lorenzo | 1940                    | 1.ª                     | 34  | 33  | Inexistente | Inexistente | Inexistente | Inexistente | 34      | 33  | 0.97      |
| C. A. San Lorenzo | 1941                    | 1.ª                     | 30  | 24  | 2           | -           | Inexistente | Inexistente | 32      | 24  | 0.75      |
| C. A. San Lorenzo | 1942                    | 1.ª                     | 27  | 15  | 2           | -           | 1           | 1           | 30      | 16  | 0.53      |
| C. A. San Lorenzo | 1943                    | 1.ª                     | 5   | 4   | -           | -           | -           | -           | 5       | 4   | 0.80      |
| Total C. A. San Lorenzo | Total C. A. San Lorenzo | Total C. A. San Lorenzo | 121 | 110 | 8           | 1           | 1           | 1           | 130     | 112 | 0.86      |
| R. C. España | 1943                    | 1.ª                     | -   | -   | 1/5         | 2           | Inexistente | Inexistente | 1/5     | 2   | 0.4-2     |
| R. C. España | 1943-44                 | 1.ª                     | 18  | 27* | 4/7         | 5           | Inexistente | Inexistente | 22/25   | 32  | 1.28-1.45 |
| R. C. España | 1944-45                 | 1.ª                     | 22  | 38* | 4/5         | 7           | Inexistente | Inexistente | 26/27   | 45  | 1.67-1.73 |
| R. C. España | 1945-46                 | 1.ª                     | 30  | 40  | 1           | 1           | Inexistente | Inexistente | 31      | 41  | 1.32      |
| Total R. C. España | Total R. C. España      | Total R. C. España      | 70  | 105 | 10/18       | 15          | 0           | 0           | 80/88   | 120 | 1.36-1.5  |
| Real Oviedo C. F. | 1946-47                 | 1.ª                     | 20  | 18  | 3           | 1           | Inexistente | Inexistente | 23      | 19  | 0.82      |
| Real Oviedo C. F. | 1947-48                 | 1.ª                     | 9   | 5   | 1           | 2           | Inexistente | Inexistente | 10      | 7   | 0.70      |
| Total Real Oviedo C. F. | Total Real Oviedo C. F. | Total Real Oviedo C. F. | 142 | 165 | 19          | 19          | 32          | 73          | 193     | 257 | 1.28      |
| Total carrera | Total carrera           | Total carrera           | 344 | 399 | 37/45       | 35          | 33          | 74          | 424/432 | 508 | 1.18-1.2  |
| (1) Resaltados los goles que le proclamaron máximo goleador del campeonato. (2) Incluye datos del Campeonato de España (1930-36, 1946-48) / Copa Adrián Escobar (1939, 1941-42) / Copa México (1942-46), Campeón de Campeones (1943-45). (3) Incluye datos de la Copa Confraternidad Escobar-Gerona (1942-43) / Campeonato Regional de Asturias (1930-40). (4) No incluye goles en partidos amistosos. (*) Datos a revisar y/o indicados únicamente los que se tienen constancia. |                         |                         |     |     |             |             |             |             |         |     |           |

## Palmarés

### Campeonatos nacionales
| Título                     | Club         | País   | Año  |
| -------------------------- | ------------ | ------ | ---- |
| Copa México                | R. C. España | México | 1944 |
| Primera División de México | R. C. España | México | 1945 |

### Campeonatos regionales
| Título                    | Club        | País   | Año  |
| ------------------------- | ----------- | ------ | ---- |
| Campeonato Astur-Cántabro | Real Oviedo | España | 1932 |
| Campeonato de Asturias    | Real Oviedo | España | 1933 |
| Campeonato de Asturias    | Real Oviedo | España | 1934 |
| Campeonato de Asturias    | Real Oviedo | España | 1935 |
| Campeonato Astur-Gallego  | Real Oviedo | España | 1936 |

### Distinciones individuales
| Distinción                                      | Año  |
| ----------------------------------------------- | ---- |
| Trofeo Pichichi (27 goles)                      | 1934 |
| Trofeo Pichichi (26 goles)                      | 1935 |
| Trofeo Pichichi (27 goles)                      | 1936 |
| Máximo goleador de la Liga Argentina (33 goles) | 1940 |
| Máximo goleador de la Liga Mexicana (27 goles)  | 1944 |
| Máximo goleador de la Liga Mexicana (40 goles)  | 1946 |